# Бомбардування Рабаула
Бомбардування Рабаула — операція військ Союзників, проведена авіацією в листопаді 1943 року, в ході якої здійснене масштабне бомбардування найважливішої японської військової бази Рабаул.
Літаки Союзників з авіаносців та наземних баз атакували японські аеродроми, кораблі і портову інфраструктуру на острові Нова Британія, щоб прикрити амфібійний десант на Бугенвілі. В результаті авіанальоту на Рабаул декілька японських важких крейсерів та інших кораблів і транспортів отримали пошкодження, що успішно для Союзників відвернуло загрозу японського флоту від десанту на Бугенвілі.

## Передумови
На початку 1943 року Рабаул залишався осторонь від бойових дій. Проте, стратегія Союзників в південно-західному тихоокеанському регіоні передбачала ізоляцію Рабаула і проведення його постійних бомбардувань з повітря. Японські сухопутні сили вже відступали в Новій Гвінеї і на Соломонових островах, залишивши Гуадалканал, Коломбангару, Нову Джорджію і Велья-Лавелью.
Рабаул, що знаходився на острові Нова Британія, був одним з двох найбільших портів австралійської території Нової Гвінеї. Це була найбільша японська військово-морська база для операцій кампаній на Соломонових островах і в Новій Гвінеї. Затока Сімпсон, яка була захоплена японцями у австралійських військ в лютому 1942 року, була відома як «Перл-Гарбор півдня Тихого океану», та мала потужну оборону з 367 зенітних гармат та п'ять аеродромів.
Аеродроми Лакінаї і Вунаканау до війни були австралійськими. Лакінаї мав всепогодну злітно-посадкову смугу з піску та вулканічного туфу, а Вунаканау мав бетонне покриття. Рапопо, що знаходився в 14 милях на південний схід, почав функціонувати в грудні 1942 року та мав бетонні злітно-посадкові смуги і розширену інфраструктуру. Тобера, будівництво якого було завершене в серпні 1943 року, був розташований між Вунаканау і Рапопо, також мав бетонні смуги. Чотири аеродроми мали 166 укріплених ангарів для бомбардувальників і 265 для винищувачів, крім того було багато окремих відкритих стоянок для літаків. П'ятим аеродромом, який захищав Рабаул, був Борпоп, збудований в грудні 1942 року вдовж протоки Сент-Джордж на острові Нова Ірландія.
Протиповітряна оборона добре координувалася армійськими та флотськими підрозділами. Армія Японії мала в розпорядженні від 192 до 367 зенітних гармат, флот — 175. Гармати флоту Японії охороняли затоку Симпсон та кораблі в ній, а також три аеродроми: Тобера, Лакінаї і Вунаканау. Армійські підрозділи захищали аеродром Рапопоп, склади та військові будівлі, а також допомагали флоту захищати затоку Сімпсон. Ефективна радарна система попереднього сповіщення покривала 90-мильний простір навколо Рабаула, розширення покриття також забезпечували додаткові радари на Новій Британії, Новій Ірландії та на острові Бука. Вони мали можливість попереджувати про загрозу з повітря за 30-60 хвилин до підходу літаків ворога.

## Бойові дії
Адмірал Голсі наказав своїм авіаносцям під командуванням контр-адмірала Фредеріка К. Шермана йти на північ у ніч з 4 на 5 листопада, щоб дістатися до Рабаула для нальоту на базу на світанку. Наближаючись, Шерман запустив усі 97 своїх літаків для авіанальоту, не залишивши жодного літака для повітряного патрулювання над його кораблями. Екіпажам літаків було наказано пошкодити якомога більше військових кораблів ворога, а не намагатися досягти їх потоплення. Літаки з аеродромів Баракома та нещодавно захопленого Велья-Лавелья були відправлені в море для зустрічі з авіаносними силами, щоб забезпечити їм певний захист.
Авіаційне бомбардування Рабаула військово-морськими силами на світанку супроводжувалося годиною пізніше нальотом армійської авіації 27 важких бомбардувальників B-24 Liberator 5-ї повітряної армії в супроводі 58 P-38. До кінця атак шість із семи японських крейсерів у Рабаулі були пошкоджені, чотири з них серйозно. Важкий крейсер Атаго зазнав уражень від трьох бомб вагою 500 фунтів (230 кг), які завдали серйозних пошкоджень і вбили 22 члени екіпажу, включаючи її капітана. Майя була вражена однією бомбою над одним із її машинних відділень, завдавши серйозної шкоди та вбивши 70 членів екіпажу. У Могамі влучила одна 500-фунтова бомба, і він загорівся, завдавши серйозної шкоди та втративши 19 членів екіпажу. У Такао влучили дві 500-фунтові бомби, завдавши серйозної шкоди та вбивши 23 члени екіпажу. Тікума був незначно пошкоджений кількома невдалими ударами.  Одна бомба впала поблизу Агано, яка пошкодила зенітну установку та вбила одного члена екіпажу. Три есмінці також отримали легкі пошкодження.
Удар мав приголомшливий успіх, фактично нейтралізувавши японський флот як загрозу для місії на Бугенвілі. Під загрозою додаткових авіаударів більшість японських військових кораблів наступного дня вирушили до Трука, практично припинивши присутність японського флоту в цьому районі. Втрати серед атакуючої авіації були незначними.